# Basílica de Zapopan
La Basílica de Zapopan y el Convento de Nuestra Señora de la Expectación de Zapopan es un santuario franciscano ubicado en el corazón de Zapopan en el estado de Jalisco, México, es el segundo recinto mariano más visitado del estado, seguido solo por la Catedral Basílica de Nuestra Señora de San Juan de los Lagos. Pertenece a la provincia franciscana de los santos Francisco y Santiago, que comprende: Jalisco, San Luis Potosí, Aguascalientes, Colima, Zacatecas, Tamaulipas, Coahuila, Nuevo León, Durango, Nayarit, Colima y Texas.
En el convento se forman también a hermanos franciscanos de la orden de frailes menores de la rama de los observantes, aunque comúnmente se hacen visitas de los capuchinos, de las hermanas franciscanas, de las Clarisas y de los laicos de la Orden Franciscana Seglar u OFS, así como también se convive con otras órdenes religiosas, principalmente con los Dominicos. También es casa de la Juventud Franciscana o Jufra de San Roque. También cuenta con un coro de niñas y niños el cual fue fundado en mayo de 2003 con el objetivo de animar algunas celebraciones litúrgicas y como aportación católica a la Cultura, dirigido por Fray Jorge Chumacera

## Historia del convento

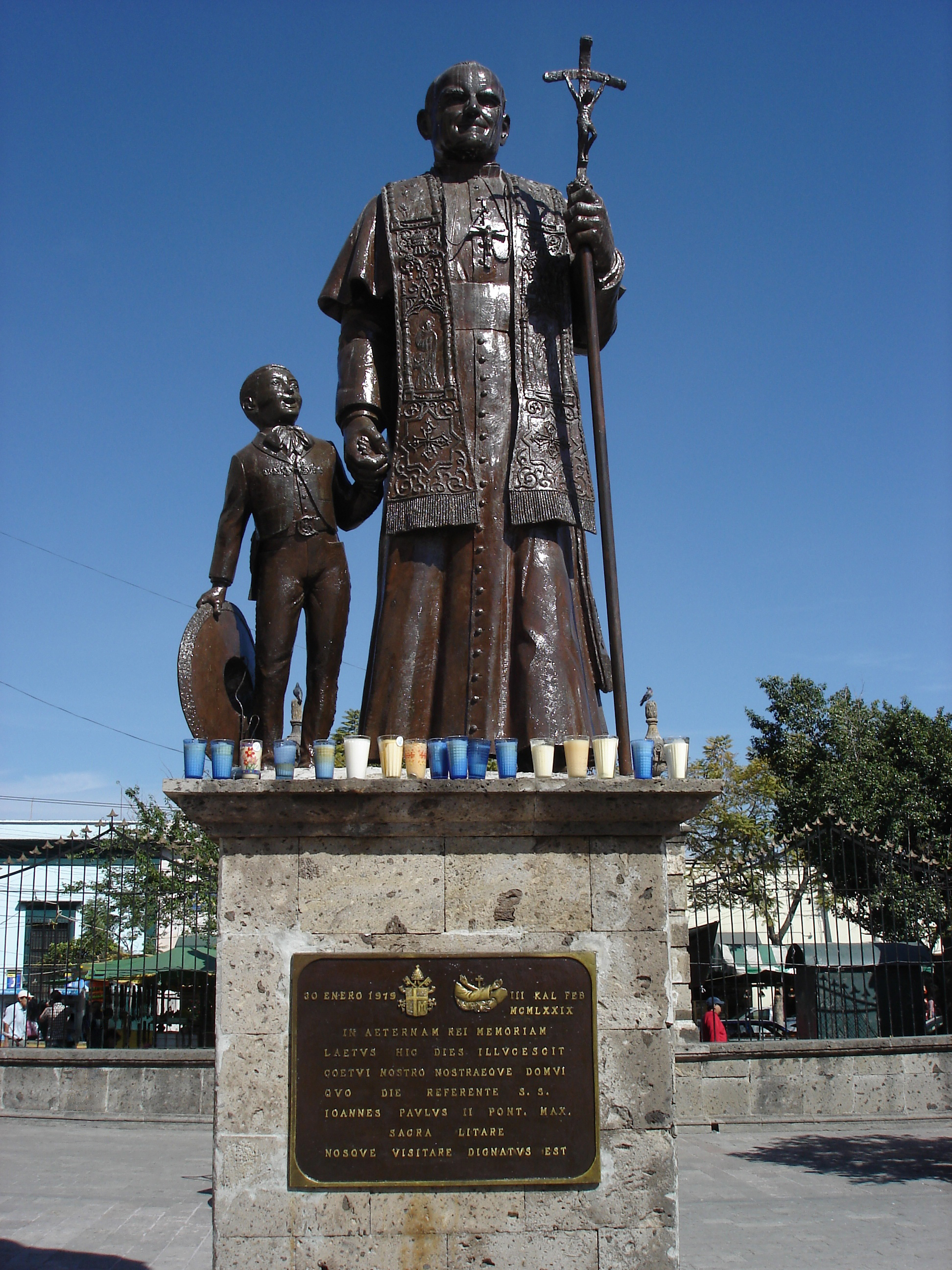
Estatua del papa Juan Pablo II con un niño vestido de charro, conmemorativa de la visita a Zapopan. La estatua fue hecha con llaves donadas por los feligreses.

Se estima que diferentes tribus indígenas poblaron en el territorio de zapopan alrededor del siglo XII d. C., los descubridores llegan a América en el 1492 y en el año 1535.
Nuño Beltrán de Guzmán somete por la fuerza a las tribus y conquistan estas tierras. Los misioneros llegan después y en el 1541 se funda el pueblo de Nuestra Señora de la Concepción de Zapopan, bajo la Corona Española
La actual basílica se inició en 1689, aunque su proyecto original sufrió varios cambios y conversiones con el paso del tiempo, así como adiciones posteriores. Su estructura al frente tiene un gran atrio, con vistosas portadas que muestran columnas jónicas, escudos de relieve y remates de grandes macetones. Las ventanas de las habitaciones de los frailes se muestran uniformas a los lados del templo. El altar principal es de mármol de Carrara, así como el ciprés con remate que guarda la imagen de la Virgen de Zapopan, hecha con caña de maíz por indígenas en el siglo XVI.
Se dice que tras intervenciones en favor a la causa de la independencia por parte de los indígenas que luchaban se le condecoró a la Virgen de Zapopan con un bastón y la banda de generala, en 1821.
Bajo la presión de la Ley Calles el convento pierde parte muy importante y es reducido a lo mínimo necesario, según el uso, parte de la joya arquitectónica desaparece.
En el año de 1979 el papa Juan Pablo II visitó la basílica y celebró una misa.

## Arte

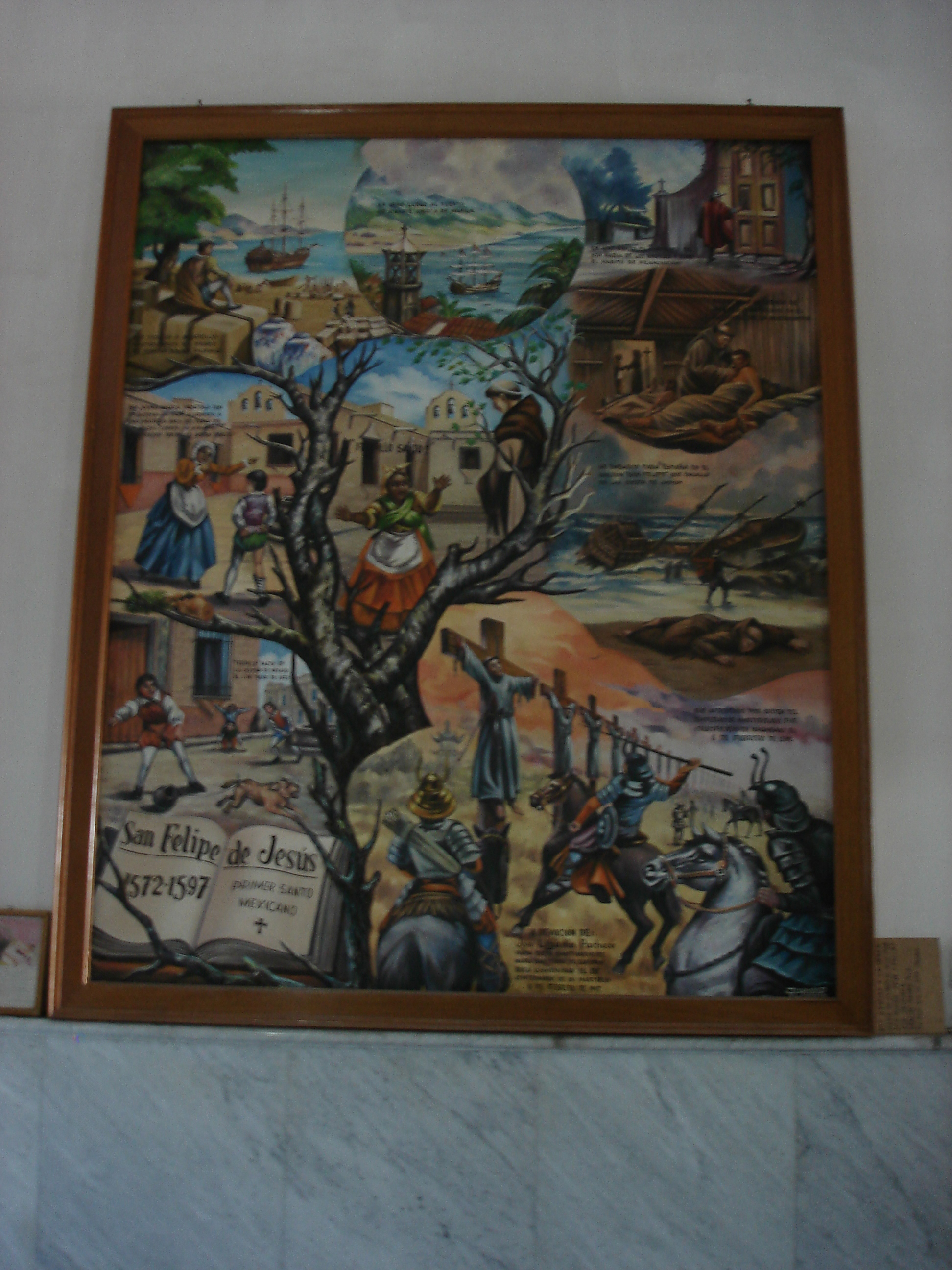
Pintura con motivo de la vida de San Felipe de Jesús.

El convento cuenta con diferentes piezas de arte, que van desde la arquitectura misma de la construcción hasta pinturas y esculturas.
- La pintura al óleo del Sr. Dr. Dn. Juan Cruz Ruiz de Cabañas y Crespo. Conocido como el gran benefactor del convento.
- La Virgen de Zapopan, esta imagen data del siglo XVI y fue realizada por artesanos naturales de Michoacán, por encargo de Fray Antonio de Segovia, quien la donó en 1541.
- La Sagrada Familia.- Se encuentra en la Basílica de Zapopan desde el año de 1832. Es obra de Victoriano Acuña.

La Basílica es un monumento arquitectónico del siglo XVIII, pero no es el único ya que se encuentra rodeado de otras joyas arquitectónicas como la capilla de Nextipac (Construcción franciscana) la capilla de Santa Ana Tepetitlán (que era un hospital fundado por franciscanos), del siglo XVII, el Templo de San Pedro Apóstol (de estilo neoclásico) junto a la basílica y la Cruz Atrial de Tesistán, el Palacio Municipal y el Arco de Ingreso a Zapopan.
En su atrio pueden admirarse dos esculturas en bronce, una de Fray Antonio de Segovia, quien donó la imagen de la Virgen en el siglo XVI, y otra del Papa Juan Pablo II, con un niño vestido de charro, que representa a Jalisco.

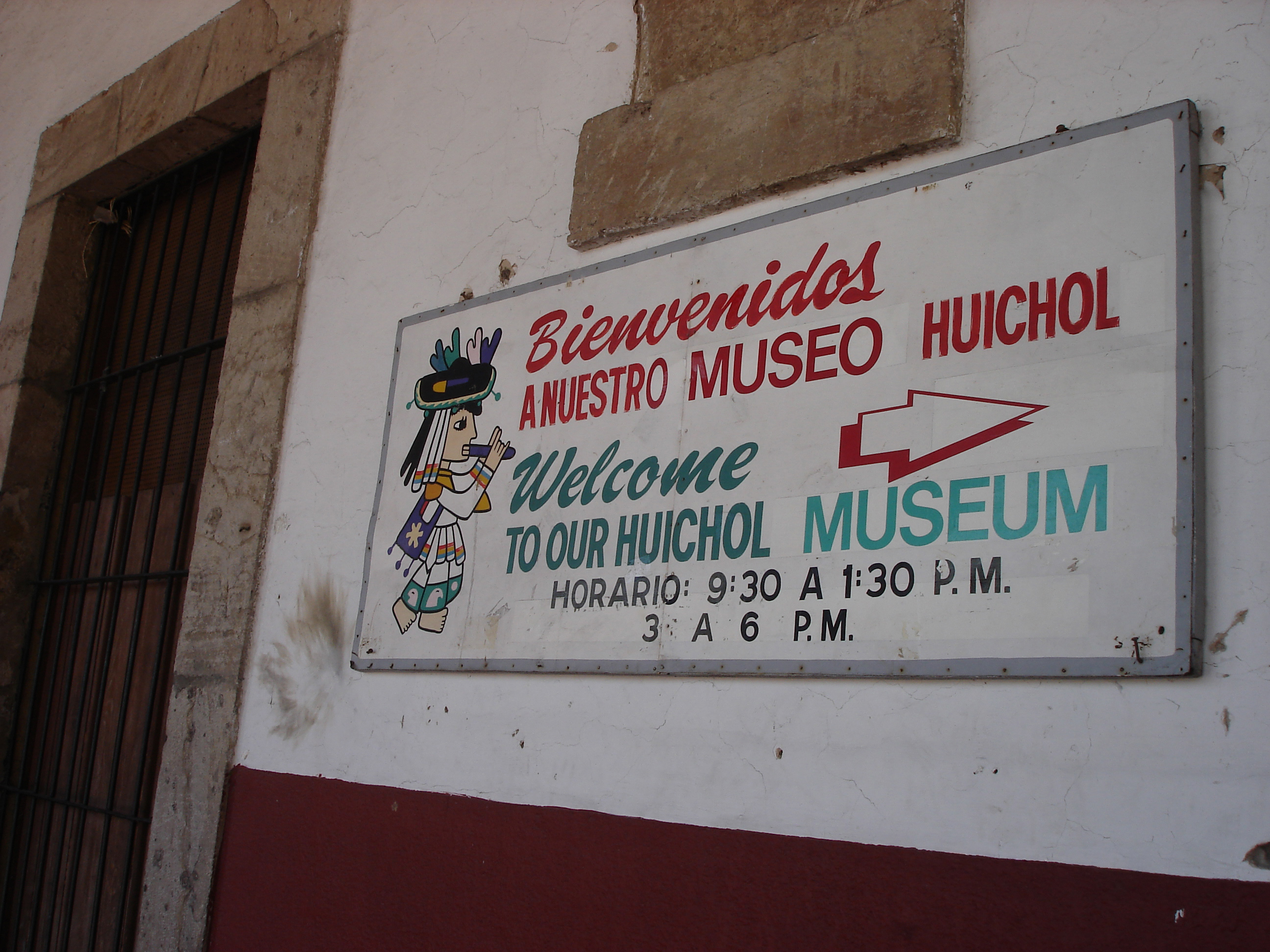
Entrada al museo Huichol.

El Museo Huichol se encuentra a un costado de la Basílica de Zapopan. En este museo se ofrece información del arte huichol y se exponen, permanentemente, artesanías de este grupo étnico así como de los tepehuanes y coras. dividido en dos secciones: la huichol y la cora. El Museo de la Virgen de Zapopan se localiza al lado norte de la Basílica donde se venera a esta Virgen.
El interior del convento contiene las habitaciones en primer y segundo piso, una capilla para los frailes, jardines y cancha de Basquetból, en los jardines se propicia a la meditación y la reflexión.

## Formación franciscana
El Padre guardián del convento es P.Fr. Héctor Ventura, OFM. Mientras que el padre maestro es P. Fr. Jorge Rodríguez, OFM. En el período 2008-2011.
Los estudiantes franciscanos OFM, tienen cinco etapas de formación:
1. Postulantado franciscano Ubicado en el poblado de San Agustín
2. Juniorado franciscano Ubicado en el pueblo de Santa Anita, Jalisco
3. Noviciado franciscano Ubicado en la ciudad de Guadalupe, Zacatecas
4. Filosofía franciscana Ubicado en la Basílica de Zapopan, Jalisco. El curso dura tres años y contiene 52 materias que deben aprobarse para cambiar al siguiente nivel.
5. Teología franciscana Ubicado en Monterrey, en el estado de Nuevo León

- Eremitorio Porta Coeli en el Izote Nayarit.
- Eremitorio del Sacromonte, en Guadalupe, Zacatecas.

En el instituto de filosofía se encuentran además de los formandos OFM estudiantes de otras congregaciones como:
- Siervos del Señor de la Misericordia
- Misioneros de Cristo Resucitado
- Hijos de Santa María de Jesús Sacramentado

En la basílica de Zapopan también se imparte el curso de Esesfra, o curso de espiritualidad franciscana de forma anual.

## Virgen de Zapopan

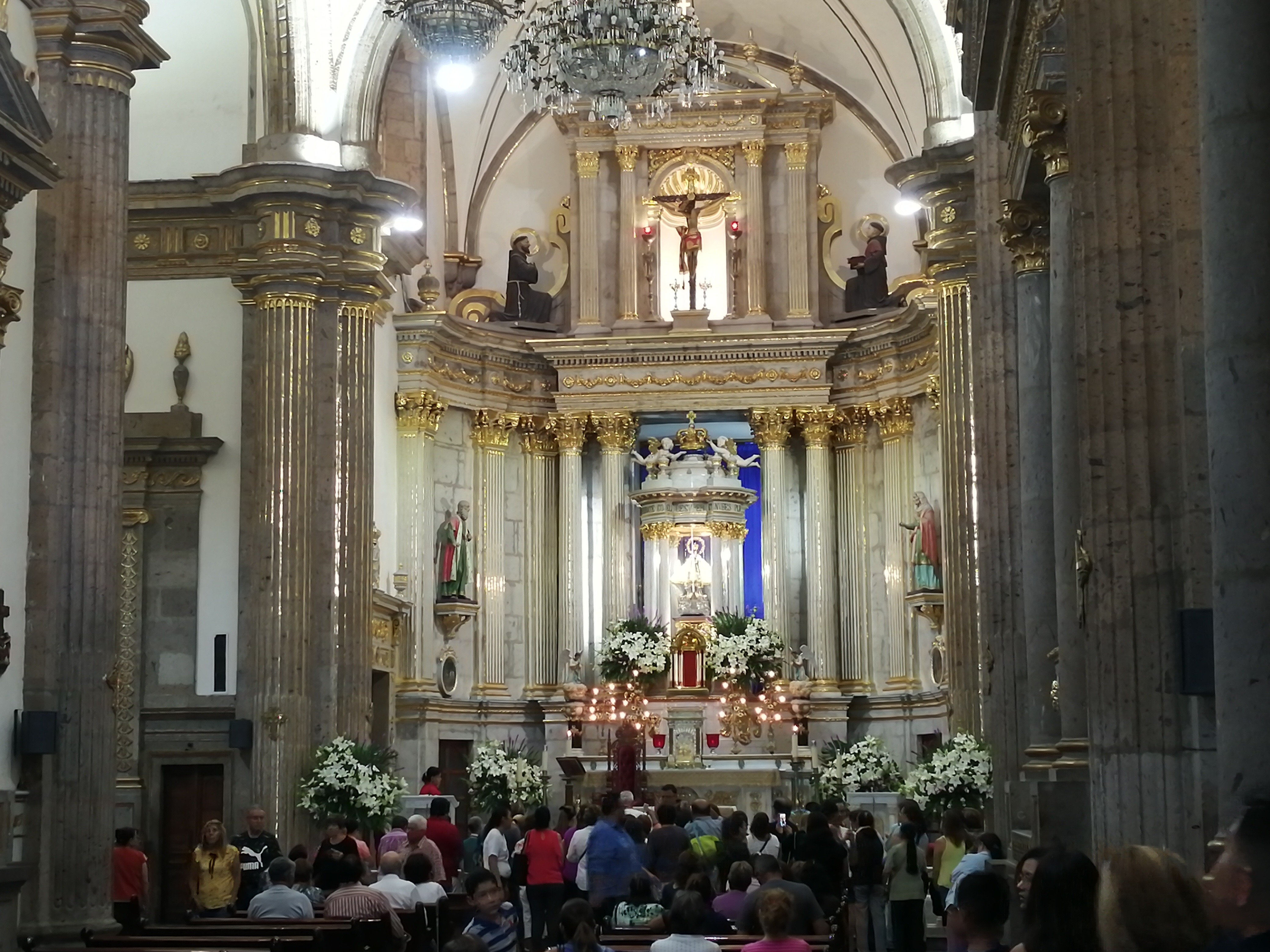
Basílica de zapopan en interior 2019

Virgen de Zapopan es como comúnmente se le reconoce a la representación de la Virgen de la Expectación, aunque también se le llama "La Generala" o "La Zapopanita"
El 1 de marzo de 1942 se hizo en la Basílica de Nuestra Señora de Zapopan una solemne función que consistió en entregarle a la venerada Imagen las llaves de la ciudad de Guadalajara.

### La Romería
Una réplica de la imagen original, llamada la  Virgen peregrina, es sacada cada año para peregrinar por las iglesias de Guadalajara desde el día 20 de mayo hasta el 9 de octubre, cuando arriba a la catedral metropolitana. Ahí permanece hasta dos días más hasta  que se celebra la misa de renovación de patronato sobre la arquidiócesis. Terminada la misa, la imagen peregrina es llevada en procesión desde la explanada del Hospicio Cabañas hasta la Catedral Metropolitana, donde la Imagen Peregrina es remplazada por la Imagen Original que es llevada solo esa noche del 11 de octubre desde su Basílica en Zapopan a la Catedral de Guadalajara siendo allí venerada y velada toda la noche y madrugada. El día 12 de octubre a las 6 de la mañana es llevada en la Romería hacia su basílica sede.
Casas y calles son adornados con papel picado, alfalfa y arreglos florales por donde pasa la imagen antes de llegar a la parroquia o capilla de cada barrio. Esta devoción es muy particular de Guadalajara y no tiene paralelo en México, ni en sus formas ni en su historia, historia que está íntimamente ligada a la fundación misma de Guadalajara en 1542, pues ya en 1531 fray Antonio de Segovia, recorría el valle de Atemajac y Zapopan, evangelizando a los originales de estas tierras, acompañado de la imagen de la Virgen de la Expectación, que es la imagen original que hace el recorrido cada 12 de octubre.
En dicha procesión se dan cita danzantes, vendedores de comida y artesanías tradicionales y miles de espectadores. La imagen se detiene periódicamente a lo largo de su camino para recibir un homenaje de los muchos grupos de danza prehispánica y mariachis. Una vez llegando el contingente a la Basílica, las celebraciones continúan y terminan con fuegos artificiales por la noche.

## Campanas
La Basílica de Zapopan tiene 14 campanas; 6 en la torre sur, 5 en la torre norte y tres esquilas eléctricas en la parte de atrás. Cuenta también con 4 campanas pequeñas que son del reloj y una matraca de madera que se usa en Semana Santa para llamar a misa en vez de campanas.
La campana mayor pesa 3.5 toneladas y está dedicada a Santa María de la O, la campana menor pesa 1.5 toneladas y está dedicada a San Bernardo Abad. El esquilón frontal sur pesa aprox. 950 kg y está dedicado a La Purísima Concepción, el esquilón frontal norte pesa 890 kg y está dedicado a San José del Sacramento; la esquila del arco norte pesa aprox. 650 kg está dedicada a Santa María del Refugio y es la más antigua de todas por su año de fundición en 1779; la esquila del arco poniente pesa aprox. 170 kg y está dedicada a San Antonio. La campana del arco sur pesa aprox. 150 kg y está dedicada a S.s. San Juan Pablo II; las dos pequeñas campanas de la torre sur-arco norte pesan aprox. entre 50 y 60 kg . Una fue donada por los empleados de Fábricas De Francia de los años 70 y la otra está dedicada al Sagrado Corazón De Jesús, esta última del año del inicio de la independencia 1810; la pequeña esquila de la torre sur-arco poniente pesa aprox. 35 kg y dedicada a San José.
Las tres esquilas eléctricas, una con peso de 100 kg y otra con peso de 125 kg y el esquilón de 250 kg y son del año 2004, dedicados al Congreso Eucarístico Internacional celebrado en Guadalajara en el ya mencionado año.
La leyenda casi no escuchada entre la gente, es que hace ya muchos años el esquilón de la torre sur mientras un fraile la giraba, el contrapeso lo tomó por el hábito arrojándolo por el balcón hasta el atrio provocándole la muerte.